# عبير محيسن
عبير محيسن ( ولدت عام 1973)، هي فتاة فلسطينية تبناها الحسين بن طلال ملك الأردن وزوجته الملكة علياء بعد وفاة والدتها بسبب حادث طائرة في مخيم للاجئين الفلسطينيين في عمان عام 1976.
تلقت تعليمها في الولايات المتحدة. درست (لفترة قصيرة) في مدرسة جاريسون فوريست (Garrison Forest)، وهي مدرسة داخلية في ماريلند وتخرجت من مدرسة أولدفيلدز (Oldfields) في جلينكو، بماريلاند في عام 1991. حصلت على درجة البكالوريوس في الآداب في التعليم الابتدائي من الجامعة الأمريكية، وعلى ماجستير الآداب في إدارة الرياضة والتربية البدنية من جامعة فرجينيا كومونولث.